# آلتیا سچک-شیگوکی
آلتیا سچک-شیگوکی (به انگلیسی: Althea Szewczek-Przygocki)، یک شخصیت خیالی داستانی و پروتاگونیست مجموعه تلویزیونی از مردگان متحرک بترسید است که توسط رابرت کرکمن، ایان بی.گلدبرگ و اندرو چمبلس خلق شده‌است. این شخصیت از فصل چهارم به سریال اضافه شد و بازیگر و مدل آمریکایی، مگی گریس وظیفه بازی در این نقش را برعهده دارد.
آلتیا یک روزنامه‌نگار کنجکاو و مبارز اهل لهستان است که در مسیر رفتن به ویرجینا با مورگان و جان هم‌سفر می‌شود. آلتیا یک همجنس‌گرا است.